# Mistrovství Československa v cyklokrosu 1978
Mistrovství Československa v cyklokrosu 1978 se konalo v neděli 8. ledna  1978 v Novém Boru.
Délka jednoho závodního okruhu byla 2 500 m. Startovalo 30 závodníků.

## Přehled
| Poř.             | Jméno          | Čas        |
| Zlatá medaile    | Miloš Fišera   | 1:08:32 h  |
| Stříbrná medaile | Jiří Kvapil    | + 1:06 min |
| Bronzová medaile | Jaroslav Komoň | + 2:36 min |
| 4                | Novák          | + 3:33 min |
| 5                | Mráz           | + 4:16 min |
| 6                | Václav Pochop  | + 4:45 min |